# Джхабуа (округ)
Джхабуа (англ. Jhabua) — округ в індійському штаті Мадх'я-Прадеш. Входить в Дивізіон Індор . Адміністративний центр — місто Джхабуа. Площа округу — 6778 км². За даними всеіндійського перепису 2001 року населення округу становило 784 286 чоловік. Рівень грамотності дорослого населення становив 36,9 %, що значно нижче середньоіндійського рівня (59,5 %). Частка міського населення становила 8,7 %. В травні 2008 року з частини території округу Джхабуа був утворений самостійний округ Аліраджпур.